# Unibet.com (wielerploeg)/2006
Deze pagina geeft een overzicht van de Unibet.com-wielerploeg in 2006.
| Naam                            | Geboortedatum | Nationaliteit       | Ploeg 2005                 |
| ------------------------------- | ------------- | ------------------- | -------------------------- |
| David Boucher                   | 17-03-1980    | Frankrijk           |                            |
| Camille Bouquet                 | 23-09-1979    | Frankrijk           |                            |
| Dave Bruylandts                 | 12-07-1976    | België              | Geen                       |
| Ángel Castresana                | 29-02-1972    | België              |                            |
| Johan Coenen                    | 04-02-1979    | België              |                            |
| Baden Cooke                     | 12-10-1978    | Australië           | La Française des Jeux      |
| Juan Carlos Domínguez           | 13-04-1971    | Spanje              | Saunier Duval              |
| Frédéric Gabriel                | 20-07-1970    | Frankrijk           |                            |
| Carlos García Quesada           | 18-04-1978    | Spanje              | Comunidad Valenciana-Elche |
| Gorik Gardeyn                   | 17-03-1980    | België              |                            |
| Jeremy Hunt                     | 12-03-1974    | Verenigd Koninkrijk |                            |
| Jonas Ljungblad                 | 15-01-1979    | Zweden              | Amore & Vita-Beretta       |
| Geert Omloop                    | 12-02-1974    | België              |                            |
| Luis Pasamontes                 | 02-10-1979    | Spanje              | Relax-Fuenlabrada          |
| Matthé Pronk                    | 01-07-1974    | Nederland           |                            |
| Petter Renäng                   | 26-07-1981    | Zweden              | Team ComNet-Senges         |
| Marco Serpellini                | 14-08-1972    | Italië              | Team Gerolsteiner          |
| Laurens ten Dam                 | 13-11-1980    | Nederland           | Shimano - Memory Corp      |
| Erwin Thijs                     | 06-08-1970    | België              |                            |
| Bobbie Traksel                  | 03-11-1981    | Nederland           |                            |
| Kurt Van De Wouwer              | 24-09-1971    | België              |                            |
| Frank Vandenbroucke (tot 18.07) | 06-11-1974    | België              |                            |
| Matthew Wilson                  | 01-10-1977    | Australië           | La Française des Jeux      |
| Marco Zanotti                   | 21-01-1974    | Italië              | Liquigas-Bianchi           |
| Stagiairs                       |               |                     |                            |
| Glenn Bak                       | 07-06-1981    | Denemarken          |                            |
| Pieter Jacobs                   | 06-06-1986    | België              |                            |
| Stijn Vandenbergh               | 25-04-1984    | België              |                            |

## Teams

### Ronde van de Algarve
15 februari–19 februari
- 181.  Marco Zanotti
- 182.  Marco Serpellini
- 183.  Angel Castresana
- 184.  Camille Bouquet
- 185.  Jeremy Hunt
- 186.  Geert Omloop
- 187.  Kurt Van De Wouwer
- 188.  Erwin Thijs

### Ronde van Oostenrijk
3 juli–9 juli
- 91.  Ángel Castresana
- 92.  Baden Cooke
- 93.  Gorik Gardeyn
- 94.  Juan Carlos Domínguez
- 95.  Frédéric Gabriel
- 96.  Marco Serpellini
- 97.  Luis Pasamontes
- 98.  Matthew Wilson